# تنغرمت (إوليويلن)
تنغرمت هو دُوَّار يقع بجماعة إيڭيدي، إقليم تارودانت، جهة سوس ماسة في المملكة المغربية. ينتمي الدوّار لمشيخة إوليويلن التي تضم 27 دوار. يقدر عدد سكانه بـ 188 نسمة حسب الإحصاء الرسمي للسكان والسكنى لسنة 2004.

## روابط خارجية
- البوابة الوطنية للجماعات الترابية نسخة محفوظة 12 مارس 2018 على موقع واي باك مشين.
- المندوبية السامية للتخطيط